# Стілтон (Пенсільванія)
Стілтон (англ. Steelton) — місто (англ. borough) в США, в окрузі Дофін штату Пенсільванія. Населення — 6263 особи (2020).

## Географія
Стілтон розташований за координатами 40°13′33″ пн. ш. 76°49′31″ зх. д. / 40.22583° пн. ш. 76.82528° зх. д. (40.225806, -76.825399).  За даними Бюро перепису населення США в 2010 році місто мало площу 4,91 км², уся площа — суходіл.

## Демографія
Згідно з переписом 2010 року, у селищі мешкало 5990 осіб у 2292 домогосподарствах у складі 1475 родин. Густота населення становила 1220 осіб/км².  Було 2606 помешкань (531/км²).
Расовий склад населення:
| - 48,7 % — білих - 38,1 % — чорних або афроамериканців - 0,7 % — азіатів - 0,2 % — корінних американців - 5,9 % — осіб інших рас |

До двох чи більше рас належало 6,4 %. Частка іспаномовних становила 14,6 % від усіх жителів.
За віковим діапазоном населення розподілялося таким чином: 28,9 % — особи молодші 18 років, 59,7 % — особи у віці 18—64 років, 11,4 % — особи у віці 65 років та старші. Медіана віку мешканця становила 33,5 року. На 100 осіб жіночої статі у селищі припадало 86,9 чоловіків;  на 100 жінок у віці від 18 років та старших — 81,6 чоловіків також старших 18 років.
Середній дохід на одне домашнє господарство  становив 48 512 долари США (медіана — 44 706), а середній дохід на одну сім'ю — 54 070 доларів (медіана — 47 806). Медіана доходів становила 37 297 доларів для чоловіків та 32 132 долари для жінок. За межею бідності перебувало 24,8 % осіб, у тому числі 36,7 % дітей у віці до 18 років та 4,7 % осіб у віці 65 років та старших.
Цивільне працевлаштоване населення становило 2294 особи. Основні галузі зайнятості: освіта, охорона здоров'я та соціальна допомога — 24,5 %, роздрібна торгівля — 14,9 %, публічна адміністрація — 13,2 %.